# Мильники (Сарапульський район)
Ми́льники (рос. Мыльники) — присілок в Сарапульському районі Удмуртії, Росія.
Урбаноніми:
- вулиці — Нагірна, Центральна
- провулки — Польовий

## Населення
Населення становить 58 осіб (2010, 23 у 2002).
Національний склад (2002):
- росіяни — 74 %
- удмурти — 26 %